# Yom yom
『yom yom』（ヨム ヨム）は、株式会社新潮社が発行する小説誌。

## 概要
2006年12月7日に創刊号（vol.1）が発行された。創刊編集長は木村由花。1・3・5・7・9・11月の第3金曜日に発売されている。
2009年まで年4回発行の季刊誌、2010年2月発行のvol.14より年5回発行、2012年5月発行のvol.24より再び季刊、2017年5月発行のvol.44より毎奇数月の刊行となった。創刊からvol.23まで、表紙イラストは100%ORANGEが担当、新潮文庫のマスコットであるYonda?君が表紙を飾る。2012年5月発行のvol.24からは、漫画家の今日マチ子のイラストが表紙を飾る。2015年5月発行のvol.36からは、漫画家の押見修造のイラストが表紙を飾る。誌名の「yom yom」は「読む」から来ており、「読む」ことが好きな人々に向けた、「読む」楽しみをもっと拡げるための雑誌である。『じっくりヨムヨム、ぱらぱらヨムヨム、晴れの日も雨の日も、楽しくヨムヨム』がキーワードとなっている。vol.1からvol.5まではすべて増刷されており、累計で37万4000部を発行している。2008年2月発行のvol.6は、初刷7万8000部、発売初日に2万2000部の増刷が決まり、合計10万部に達した。連載後、新潮社より単行本化されるほか、新潮文庫や新潮文庫nexに収められるケースもある。
2007年9月のvol.4では、体調不良で長らく執筆活動を退いていた山本文緒の5年ぶりの小説が掲載された。2008年2月のvol.6では、小野不由美が6年半ぶりに『十二国記』の新作を書き下ろしたことでより注目を集め、初版7万8000部という過去最高の初版発行部数を記録した。2014年1月までは、新潮文庫の売上げ増進企画「Yonda? CLUB」とも連動しており、ここでも葡萄のマークが入手可能であった。
2013年1月21日、『小説新潮』と『yom yom』の姉妹版として位置付けられる、会員制のデジタル雑誌『yomyom pocket』が創刊された。2014年12月25日に会員サイトは終了したが、連載は「ROLA」のウェブサイト内で継続されている。
2017年2月1日発売の43号をもって紙の雑誌としての刊行は終了し、翌44号からは電子版に移行した。文芸誌としての位置付けは引き続き保持している。
さらに、2021年3月発売の67号以降はウェブマガジンになることが発表された。

## 構成
注：構成は号によって異なる。
- 特集
- インタビュー
- ガイド
- 読切り小説
- 中篇一挙掲載
- エッセイをヨムヨム
- 翻訳をヨムヨム
- 小特集
- 対談
- 往復書簡
- essays
- yom yom special
- yom yom club
  - 私の本棚
  - 人生の三冊
  - 新刊をヨムヨム
  - 小説検定
- 執筆者紹介

## 主な連載・掲載作品

### 現在の連載・掲載作品
- 青柳碧人 「猫河原家の人びと」
- 石田衣良 「ダブルスコア」
- 乾ルカ 「モノクローム」
- 内澤旬子 「卒業できない私たち」
- 江國香織 「ちょうちんそで」
- 太田紫織 「緑羅紗扉（グリーンベーズドア）の向こうの時間」
- 恩田陸 「青葉闇迷路」
- 柏井壽 「祇園白川 レシピ買います 小堀商店」
- 神永学 「パーソナル・リスク」
- 木下半太 「ブラザーズ・オーシティ」
- 重松清 「一人っ子同盟」
- 白石一文 「偏愛」
- 高殿円 「マル合の下僕（しもべ）」
- たかはしみき 「東京ひよっ子3人暮らし」（コミックエッセイ）
- 田牧大和 「女錠前師 謎とき帖」
- 津原泰水 「爛漫たる爛漫」
- 畠中恵 「しゃばけ」シリーズ
- ふみふみこ 「愛と呪い」
- 道尾秀介 「貘」シリーズ
- 宮内悠介 「アメリカ最後の実験」
- 森晶麿 「パパとお喋りな絵画たち」
- 柚木麻子 「本屋さんのダイアナ」

### 過去の連載・掲載作品（書籍名）
- 阿川佐和子 『婚約のあとで』『うから はらから』
- 朝倉かすみ 『とうへんぼくで、ばかったれ』
- 浅生鴨 『アグニオン』
- 大島真寿美 『三人姉妹』
- 奥田英朗 『噂の女』
- 角田光代 『くまちゃん』
- 金原ひとみ 『マリアージュ・マリアージュ』
- 川上弘美 『どこから行っても遠い町』
- 窪美澄 『晴天の迷いクジラ』
- 櫛木理宇 『FEED』
- 小池真理子 『Kiss』
- 坂木司 『女子的生活』
- 沢木耕太郎 『あなたがいる場所』
- 重松清 『Long Long Ago』
- 嶽本野ばら 『祝福されない王国』
- 辻村深月 『ツナグ』
- 梨木香歩 『家守綺譚』
- 乃南アサ 『すれ違う背中を』『いちばん長い夜に』
- 三崎亜記 『ニセモノの妻』
- 森見登美彦 『四畳半王国見聞録』

### エッセイ
- 江國香織
- 荻原浩
- 角田光代
- 金原ひとみ
- 北村薫
- 小池真理子
- 佐藤多佳子
- 重松清
- 島本理生
- 高村薫
- 森絵都
- 森博嗣
- 山本文緒
- 湯本香樹実
- 横山秀夫